# Kelly Sotherton
Kelly Jade Sotherton (Newport, 13 novembre 1976) è un'ex multiplista, lunghista e velocista britannica, medaglia di bronzo olimpica ad Atene nel 2004 nell'eptathlon.
È stata anche terza ai Mondiali di Osaka del 2007 e vincitrice dei Giochi del Commonwealth del 2006. Nel novembre del 2010 annunciò la sua decisione di ritirarsi definitivamente dalle prove multiple, a favore dei 400 m piani.

## Biografia

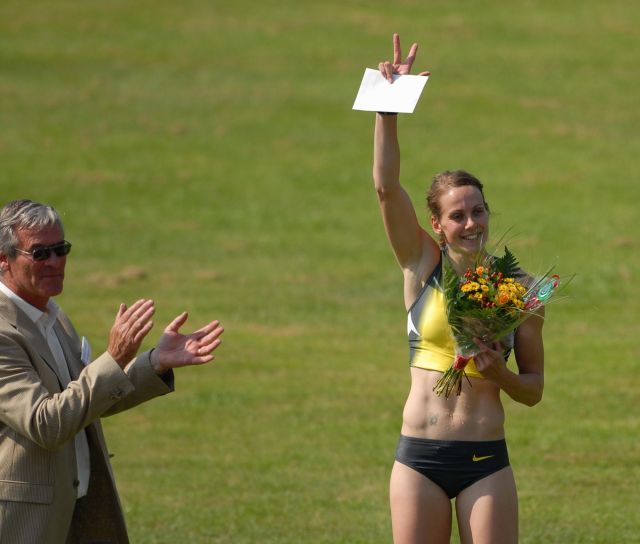
Kelly Sotherton al Keien Meeting del 2007

### Gli esordi
Da ragazza Kelly Sotherton giocava a netball per la squadra di Hampshire, ma vinse anche due Campionati Nazionali Studenteschi nell'heptathlon. Nel 1997 partecipò ai primi Campionati europei under 23 di atletica leggera, classificandosi al decimo posto. In seguito, abbandonato definitivamente il netball, si trasferì dall'Isola di Wight, dove abitava fin dalla nascita, al Midlands, per allenarsi con la campionessa olimpico di Sydney 2000 Denise Lewis. Fece il suo debutto da adulta nella nazionale inglese nel 2002, quando già era un membro della prestigiosa società Birchfield Harriers.

### 2004
L'atleta ottenne il riconoscimento internazionale nel 2004, quando inaspettatamente si classificò terza ai Giochi Olimpici di Atene dietro alla vincitrice Carolina Klüft e a Austra Skujytė, totalizzando il punteggio di 6 424 punti e finendo avanti a Denise Lewis, che si ritirò per un infortunio senza portare a termine tutte e sette le prove.

### 2005
Nel marzo del 2005 gareggiò ai Campionati europei indoor, dove vinse l'argento sempre dietro a Carolina Klüft. A maggio a Götzis (Austria) fu battuta ancora una volta dalla svedese, ma stabilì il suo record personale con 6547 punti. Ai Campionati Nazionali AAA, a luglio, Kelly Sotherton gareggiò in quattro discipline diverse e si laureò campionessa nazionale per la prima volta, vincendo il salto in lungo con un salto di 6,48 metri.
Ai Campionati del Mondo fu in lizza per la medaglia nell'heptathlon fino a una disastrosa performance nel lancio del giavellotto. Nonostante la successiva vittoria negli 800 metri abbassando di 2,5 secondi il proprio record sulla distanza, riducendo lo svantaggio con le avversarie, finì solo al quinto posto.

### 2006
Nel marzo del 2006 Kelly Sotherton gareggiò per l'Inghilterra ai Giochi del Commonwealth, a Melbourne. Vinse l'oro con un punteggio di 6 396 punti, davanti all'australiana Kylie Wheeler (argento) e alla sua connazionale Jessica Ennis (bronzo). In agosto prese parte ai Campionati europei. Fu settima, sempre davanti a Jessica Ennis, dopo a una disastrosa prestazione nel giavellotto che la scalzò dal secondo posto.

### 2007
Il 2007 vide la Gran Bretagna ospitare i Campionati europei indoor, a Birmingham. Kelly Sotherton prese parte alla al pentathlon, a cui parteciparono anche Carolina Klüft (ritiratasi dopo la prima prova, i 60 metri ostacoli) e Jessica Ennis. Quest'ultima prese la testa della gara con 1,91 m saltati nel salto in alto, a dispetto del personale di 1,88 m stabilito dalla Sotherton per l'occasione.

### Il ritiro
Il 27 maggio 2012 ha annunciato il suo ritiro dallo sport dopo non essere riuscita a recuperare da un intervento chirurgico prima delle Olimpiadi di Londra 2012.

## Palmarès
| Anno | Manifestazione   | Sede       | Evento         | Risultato | Misura   | Note                                     |
| ---- | ---------------- | ---------- | -------------- | --------- | -------- | ---------------------------------------- |
| 1997 | Europei under 23 | Turku      | Eptathlon      | 10ª       | 5 585 p. |                                          |
| 2002 | Commonwealth     | Manchester | Eptathlon      | 7ª        | 5 728 p. |                                          |
| 2004 | Giochi olimpici  | Atene      | Eptathlon      | Bronzo    | 6 424 p. |                                          |
| 2005 | Europei indoor   | Madrid     | Pentathlon     | Argento   | 4 733 p. |                                          |
| 2005 | Mondiali         | Helsinki   | Eptathlon      | 5ª        | 6 325 p. | Miglior prestazione personale stagionale |
| 2005 | Mondiali         | Helsinki   | Salto in lungo | 7ª        | 6,42 m   |                                          |
| 2006 | Commonwealth     | Melbourne  | Eptathlon      | Oro       | 6 396 p. |                                          |
| 2006 | Europei          | Göteborg   | Eptathlon      | 7ª        | 6 290 p. |                                          |
| 2007 | Europei indoor   | Birmingham | Pentathlon     | Argento   | 4 927 p. |                                          |
| 2007 | Mondiali         | Osaka      | Eptathlon      | Bronzo    | 6 510 p. | Miglior prestazione personale stagionale |
| 2008 | Mondiali indoor  | Valencia   | Pentathlon     | Argento   | 4 852 p. |                                          |
| 2008 | Giochi olimpici  | Pechino    | Eptathlon      | Bronzo    | 6 517 p. |                                          |
| 2008 | Giochi olimpici  | Pechino    | 4 × 400 m      | Bronzo    | 3'22"68  |                                          |
| 2011 | Europei indoor   | Parigi     | 4 × 400 m      | Argento   | 3'31"36  |                                          |